# 馬拉地佛教徒

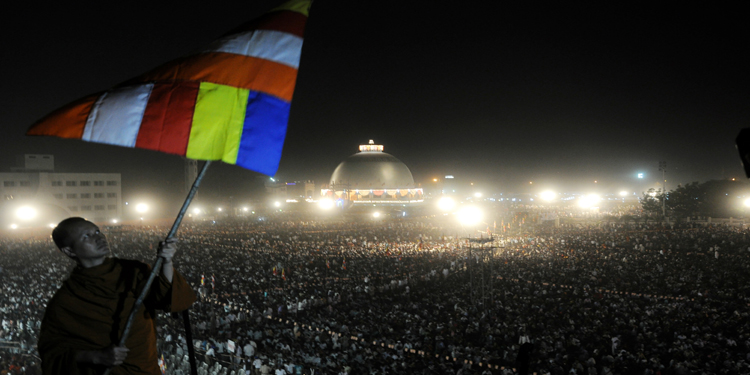
Buddhist on Dhamma chakra pravatan day at Dekkshabhoomi, Nagpur

馬拉地佛教徒，是印度馬哈拉施特拉邦以馬拉地語為母語的佛教徒。
根據2011年印度人口普查，有6,531,200個佛教徒住在馬哈拉施特拉邦，他們佔邦人口的5.8%。其中的79.68% 屬表列种姓和表列部落。
馬拉地佛教徒佔印度佛教徒的77.36%，差不多所有馬拉地佛教徒也是19世紀重新引入印度的新佛教信徒。而有馬拉地人血統的馬哈爾種姓賤民阿姆倍伽尔皈依佛教也引起馬拉地人皈依佛教，直到今天。

## 歷史
差不多所有馬拉地佛教徒也是由印度教改宗而來，多數屬馬哈爾種姓。